# لاعب غولف
لاعب غولف هو لاعب يمارس رياضة الغولف على مساحات خضراء شاسعة يوجد بها حفر صغيرة تصل إلى 18 حفرة، مستخدمًا عصا الغولف والتي تسمى ميجارا وكرة صغيرة من المطاط الصلب مخصصة للعب الغولف، يقوم اللاعب بتحريك الكرة بالعصا حتى يوصلها إلى أحد الحفر.

## أدوات لاعب الغولف
- كرة الغولف والمصنوعة من المطاط الصلب ومحشوة بالماء.
- عصا تسمى ميجارا تصنع سابقًا من الخشب أو الحديد وباتت تصنع في الوقت الحالي من مادة التيتانوم
- ملابس اللاعبين وهي عبارة عن سروال طويل وفانله قطنية وحذاء مخصص للعلب الغولف
- ملعب مخصص لممارسة رياضة الغولف[3]

## طريقة اللعب
بعد اختيار اللاعب للمضرب المناسب يضرب كرته حتى ينزلها إلى أقرب حفرة، والتي تتميز بوجود علم بداخلها، وإذا لم يتمكن اللاعب من ادخال الكرة من الضربة الأولى، يتوجه نحو النقطة التي وقفت عندها الكرة ويستعد لضربة جديدة، وهكذا إلى أن تقع الكرة بالحفرة.